# Ctenothea
Ctenothea là một chi bướm đêm thuộc họ Geometridae.